# 中津川中核工業団地
中津川中核工業団地（なかつがわちゅうかくこうぎょうだんち）は、岐阜県中津川市茄子川にある工業団地。

## 概要
岐阜県及び地域振興整備公団の手により1986年（昭和61年）10月に起工。第1期と第2期にわたって開発され、1992年（平成4年）8月完成。
中津川中核工業団地と隣接の中津川公園は、1905年（明治38年）から1945年（昭和20年）まで陸軍の演習場（実弾発砲場）が存在した。

## 主な進出企業
- デンソーテン
- DNPテクノパック
- 東レフィルム加工
- ソーワテクニカ
- 日東工業
- ミツトヨ
- 中日新聞印刷
- ダイドー電子
- CS中津川　（日本特殊陶業グループ企業）
- 愛工機器製作所
- ヨコヤマ精工
- アツタ起業
- 美濃工業
- 富士化学
- 富士精密
- 大同キャスティングス

## 交通アクセス
- JR中央本線 美乃坂本駅より約3㎞。
- 中央自動車道 中津川ICより約3.5㎞。
  - 中津川ICより国道19号・岐阜県道420号美乃坂本停車場線、「深沢」交差点を南東。